# Phil Baker
Phil Baker (Filadélfia, 24 de agosto de 1896 - Copenhague, 30 de novembro de 1963) foi um ator e comediante norte-americano.

## Biografia
Baker começou sua carreira em espetáculos amadores na cidade de Boston, aos 19 anos se juntou com Ben Bernie em um ato de vaudeville, Bernie e Baker. Depois de romper com Bernie logo após a Primeira Guerra Mundial, Baker uniu parceria com Sid Silvers até 1928. Depois passou a seguir carreira solo com sucesso.
Em 1923, apareceu no monólogo musical A Musical Monologue e em uma série de musicais da Broadway: Music Box Revue, Billy Rose's Crazy Quilt, Artists and Models, Greenwich Village Follies, A Night in Spain e Calling All Stars.
No cinema, seu mais famoso filme é The Gang's All Here (1943), estrelado por Carmen Miranda. No rádio, estrelou sua própria série, The Jester Armour na NBC. Na década de 1940, apareceu no Duffy's Tavern (22 de fevereiro de 1944) e foi o apresentador do popular programa de perguntas Take It or Leave It, que mais tarde mudou seu titulo para The $64 Question. Phil Baker teve uma breve carreira na televisão. Em 1951, apresentou o quiz show, Who's Whose, cancelado após um episódio.

## Morte

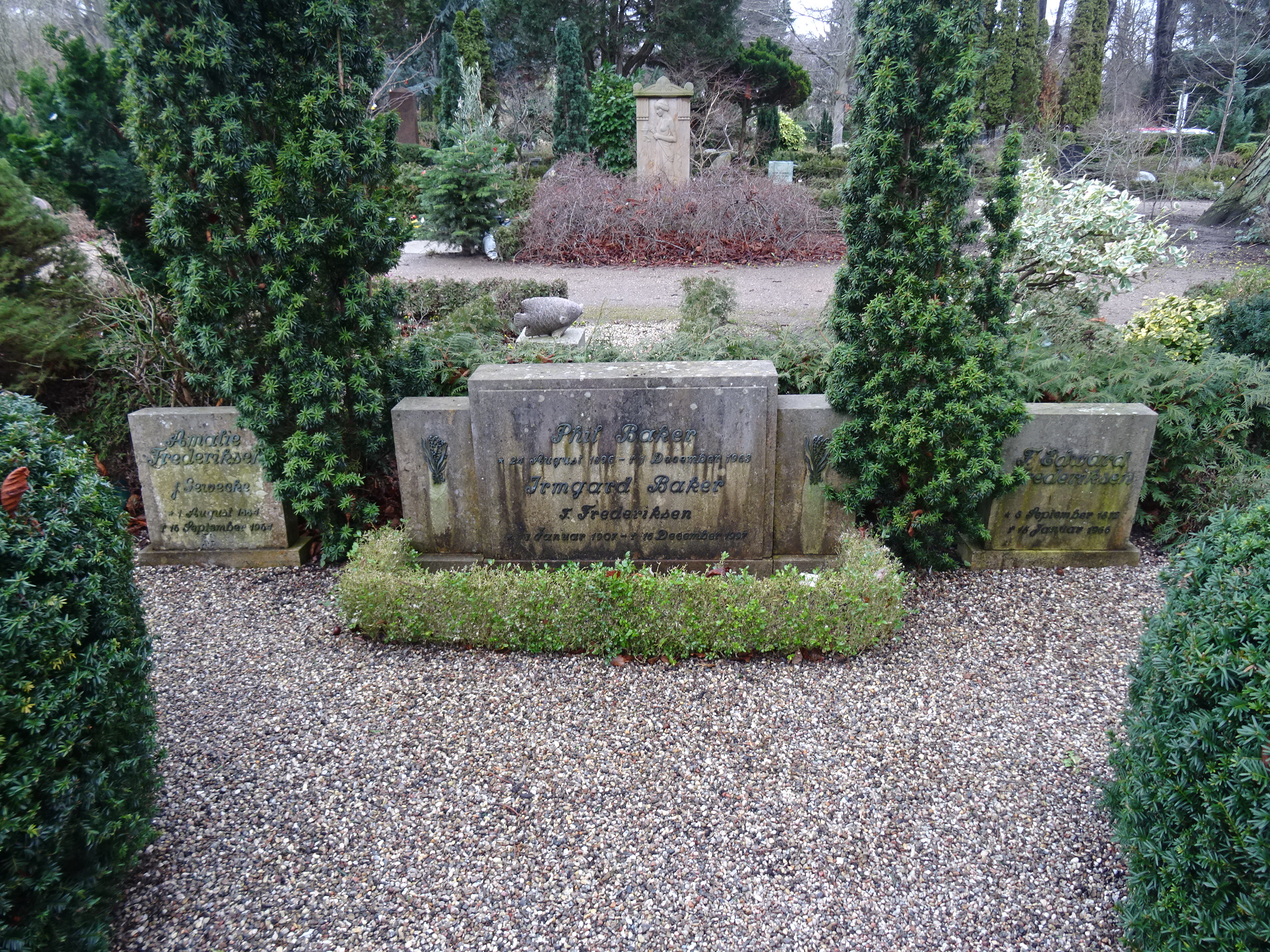
Túmulo do ator e comediante americano Phil Baker (1896-1963) em Holmens Kirkegård em Østerbro, em Copenhague.

Baker morreu em 30 de novembro de 1963, em Copenhague, na Dinamarca. Ele era casado com Ingraad Erik, uma modelo dinamarquesa, com quem teve dois filhos, Felipe e Lisa. Ingraad Erik Baker, morreu em dezembro de 1997.

## Filmografia
- A Musical Monologue (1923) (Curta-metragem)
- In Spain (1929) (Curta-metragem)
- A Bad Boy from a Good Family (1929) (Curta-metragem)
- The March of Time Volume IV, Issue 5 (1937) (Curta-documentário)
- Show-Business at War (1943) (Curta-documentário)
- Poor Little Rich Boy (1932) (Curta-metragem)
- Gift of Gab (1934)
- The Goldwyn Follies (1938)
- The Gang's All Here (1943)
- Take It or Leave It (1944)
- Is Everybody Listening? (1947)
- Texaco Star Theater (1949) (Série de TV)
- Who's Whose (1951) (Série de TV)
- Wonderful Town (1951) (Série de TV)
- Elefanter på loftet (1960)